# Tom Morris, Jr.
Tom Morris Jr., også kendt som Young Tom Morris, (20. april 1851 – 25. december 1875) var en af pionerene indenfor professionel golf. Han blev født i St Andrews i Skotland, kendt som "golfens hjemsted". Hans far, Tom Morris Sr. eller "Old Tom Morris", var greenkeeper på St Andrews Links og havde vundet The Open Championship fire af de første otte år.
"Young Tom" vandt the Open i 1868, 1869, 1870 og 1872. I 1869 tog han sejren, mens hans far kom på 2.-pladsen – en unik hændelse i mesterskabet. "Young Tom" fik lov til at beholde det originale mesterskabstrofæ – The Challenge Belt – efter sine tre sejre på rad, så et nyt trofæ – pokalen The Claret Jug – blev indkøbt (men blev ikke klar) til den næste turnering i 1872, og hans navn blev det første til at blive indgraveret på pokalen.
Morris var kendt for sin enestående putting og hans evne til at spille ypperlig golf i alt slags vejr. Han spillede i The Open for sidste gang i 1874. Det næste år mistede han sin kone og søn i barsel, og Morris døde selv samme år på juledag, kun 24 år gammel.